# Vigersted Sogn
Vigersted Sogn er et sogn i Ringsted-Sorø Provsti (Roskilde Stift).
I 1800-tallet var Kværkeby Sogn anneks til Vigersted Sogn. Begge sogne hørte til Ringsted Herred i Sorø Amt. Vigersted-Kværkeby sognekommune blev senere delt, så hvert sogn blev en selvstændig sognekommune. Ved kommunalreformen i 1970 blev både Vigersted og Kværkeby indlemmet i Ringsted Kommune.
I Vigersted Sogn ligger Vigersted Kirke.
I sognet findes følgende autoriserede stednavne:
- Agerstrup (bebyggelse)
- Hestehave (bebyggelse)
- Humleore (areal, bebyggelse, ejerlav)
- Landevejshuse (bebyggelse)
- Ortved (bebyggelse, ejerlav)
- Ortved Overdrevshuse (bebyggelse)
- Røgelborg (bebyggelse)
- Skåningehuse (bebyggelse)
- Snekkerup (bebyggelse, ejerlav)
- Vigersted (bebyggelse, ejerlav)
- Værkevad (bebyggelse)
- Ågerup (bebyggelse, ejerlav)